# Dualchi
Dualchi (en sard, Duarche) és un municipi italià, dins de la província de Nuoro. L'any 2007 tenia 1.543 habitants. Es troba a la regió de Marghine. Limita amb els municipis d'Aidomaggiore (OR), Birori, Borore, Bortigali, Noragugume, Sedilo (OR) i Silanus.

## Administració
| Període | Identitat     | Partit        |
| ------- | ------------- | ------------- |
| 2005-   | Ignazio Piras | Llista cívica |